# Jüdischer Friedhof (Bayreuth)

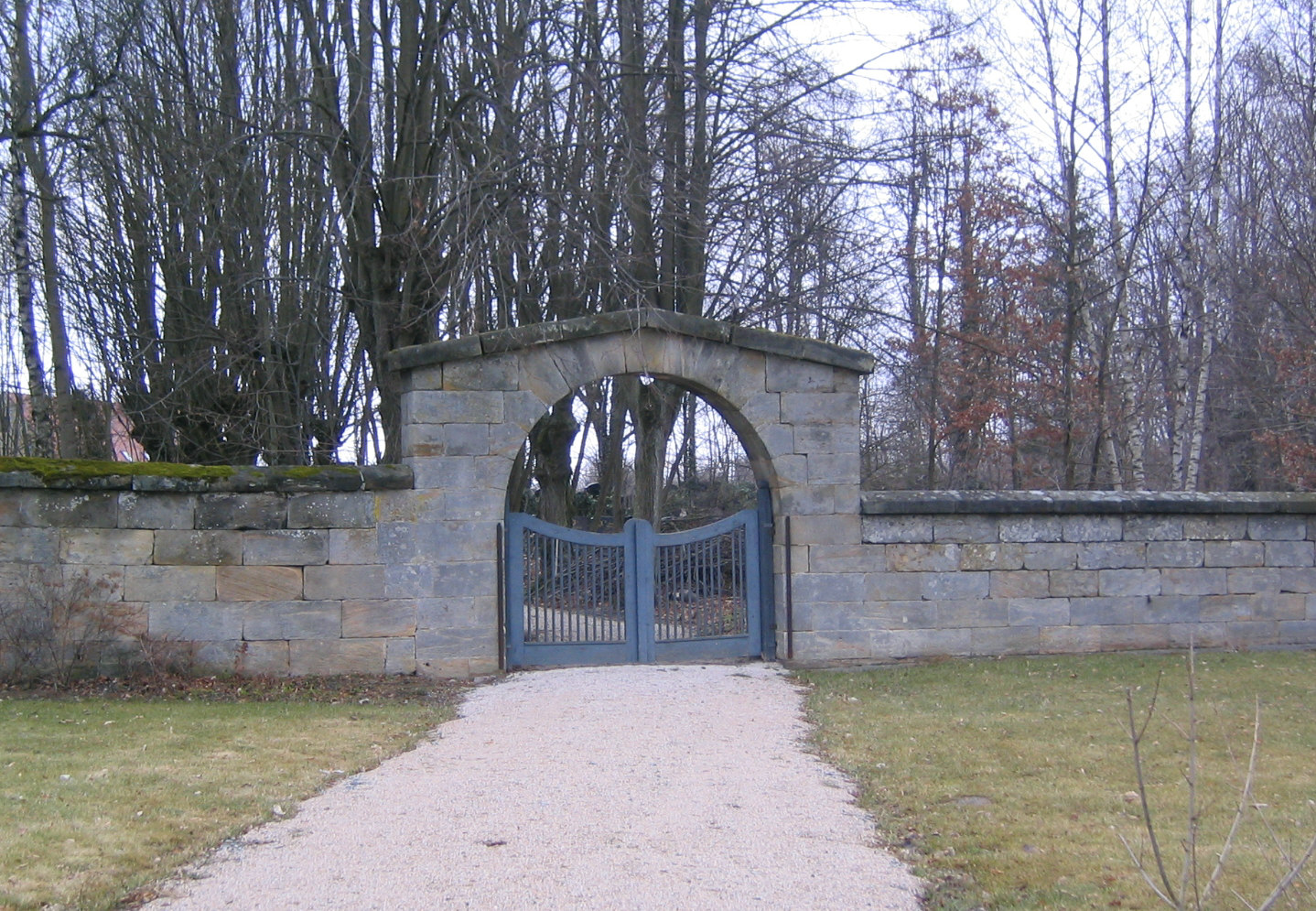
Eingang zum jüdischen Friedhof auf der Ostseite

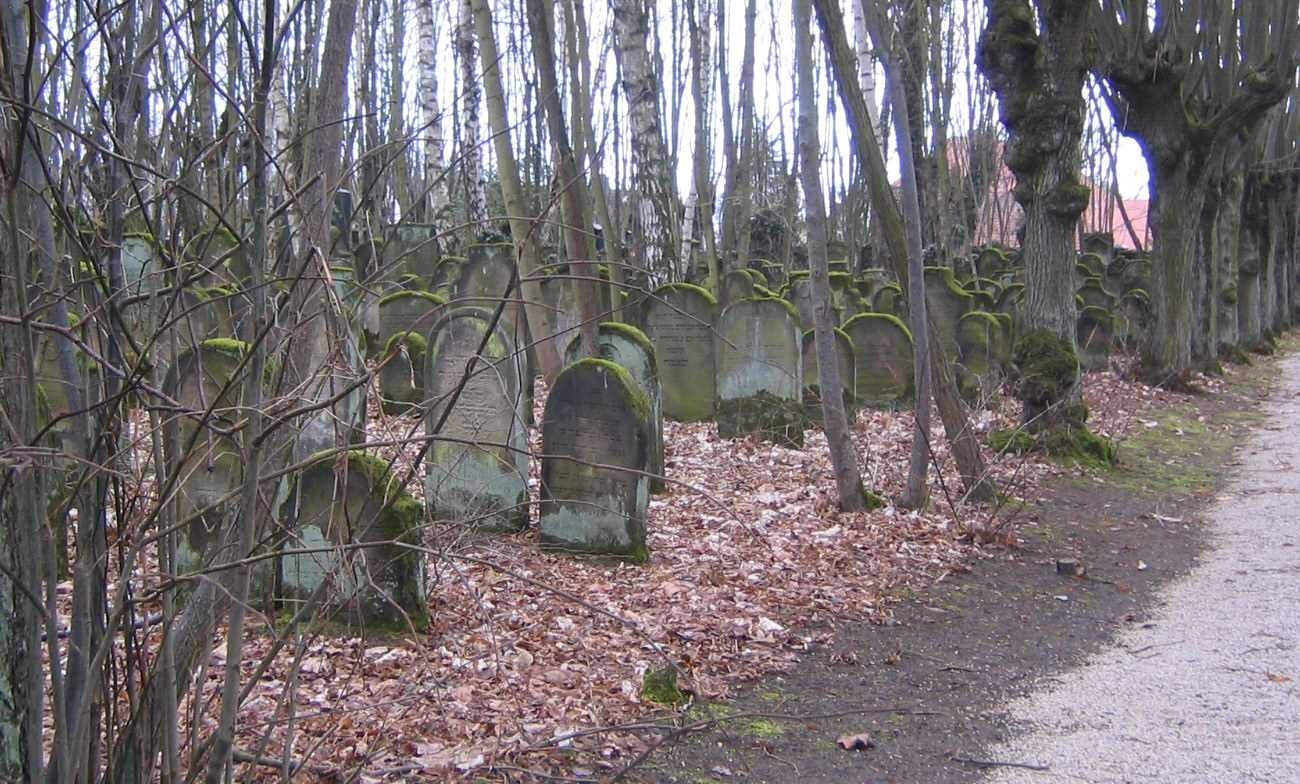
Ältester Teil des Friedhofs

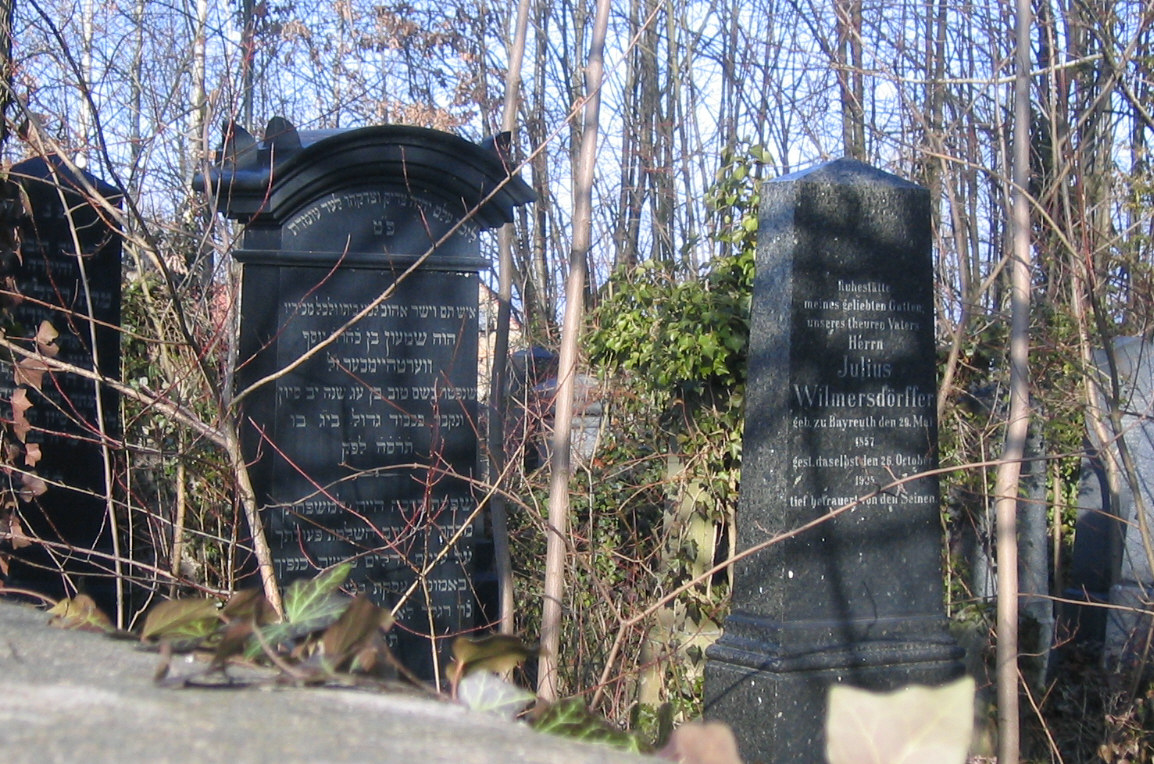
Gräber aus dem 19. Jahrhundert

Der jüdische Friedhof Bayreuth entstand 1787 als Begräbnisstätte der Juden Bayreuths, einer Stadt im bayerischen Regierungsbezirk Oberfranken. Heute befinden sich auf dem Friedhof ungefähr 1000 Gräber.

## Geschichte
In der Stadt Bayreuth sind jüdische Einwohner schon vom 13. bis zum 15. Jahrhundert und dann wieder ab 1759 nachweisbar. 1760 wurde eine Synagoge eingerichtet. Einen eigenen Friedhof für die Juden Bayreuths gab es aber erst ab 1787. Vorher wurden die Toten auf den Friedhöfen in den mehr oder weniger weit entfernt liegenden jüdischen Friedhöfen wie in Baiersdorf bei Erlangen, in Burgkunstadt oder Aufseß beigesetzt. 1786 fanden die ersten Beerdigungen auf dem Bayreuther jüdischen Friedhof statt, nachdem die jüdische Gemeinde im Vorjahr weit vor den Toren Bayreuths ein Grundstück erworben hatte. 1787 fand die offizielle Einweihung statt.
In der Zeit des Nationalsozialismus stellte die Gauleitung der NSDAP 1940 den Antrag auf Auflösung des jüdischen Friedhofes. Die Stadtverwaltung lehnte dies ab mit dem Hinweis, dass die Stadt nicht Eigentümer der Anlage war. 1942 wurde einer Bayreuther jüdisch-christlichen Familie die Leichenhalle (Taharahaus) als Wohnung zugewiesen. 1944 ordnete Gauleiter Fritz Wächtler an, sämtliche Steine des Friedhofes für den Bau von Behelfsheimen bereitzustellen. Die Stadtverwaltung erfüllte diesen Auftrag nur teilweise, indem sie von der Friedhofsmauer ein bis zwei Steinreihen abtragen ließ. Beim Abtransport von Steinen wurden einige Grabsteine mutwillig umgestürzt. Der Täter wurde 1947 wegen Schändung des jüdischen Friedhofs zu einer Gefängnisstrafe verurteilt.

## Friedhofsanlage

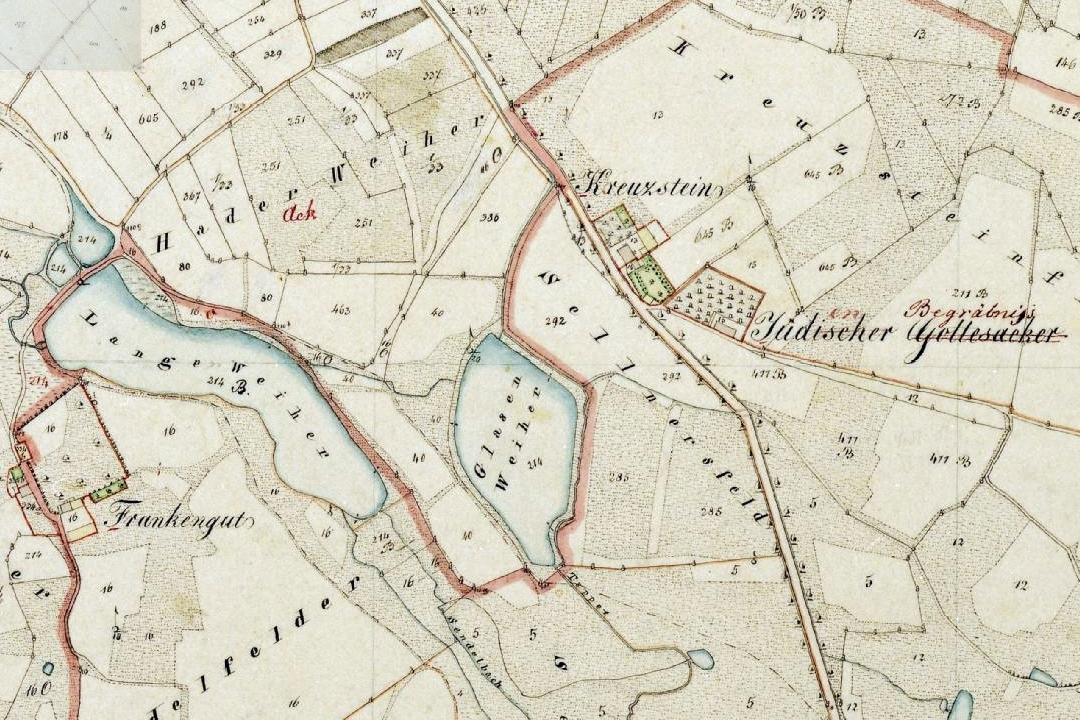
Jüdischer Gottesacker, revidiert auf Juden-Begräbnis in der Uraufnahme Bayern, Gemeindegrenze am Kreuzstein in rot

Der Friedhof liegt am Ostrand der Stadt Bayreuth zwischen der Bundesstraße 2 und der Eisenbahnlinie Bayreuth-Schnabelwaid auf einem Grundstück, das zur Zeit der Erstanlage in der Gemarkung der damals noch selbstständigen Gemeinde Oberkonnersreuth lag. Der Friedhof wurde mehrmals erweitert (1846, 1907 und 2008). Heute befinden sich hier etwa 1000 Gräber.

### Gräber
Auch die Grabsteine jüdischer Gräber änderten im Lauf der Jahrhunderte ihr Aussehen. Die Grabsteine auf dem ältesten, mit Bäumen stark überwachsenem Teil des Friedhofs sind meist aus Sandstein mit hebräischen Inschriften. Die Grabsteine aus dem 19. Jahrhundert sind überwiegend aus Marmor oder Granit. Sie haben häufig die Form von Obelisken oder Säulen. Inschriften in deutscher Sprache ersetzten zunehmend die hebräischen Schriftzeichen. Auf den neueren Steinen ist häufig auch der Davidstern zu finden.

### Taharahaus und Mahnmal

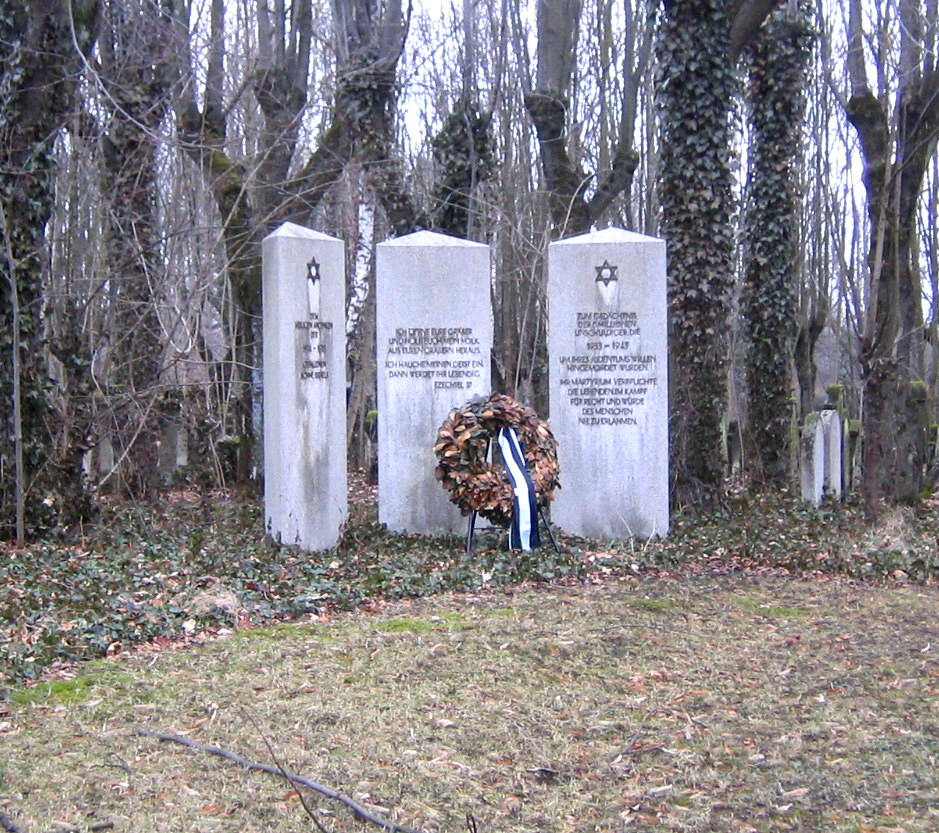
Mahnmal (1995) neben dem Taharahaus

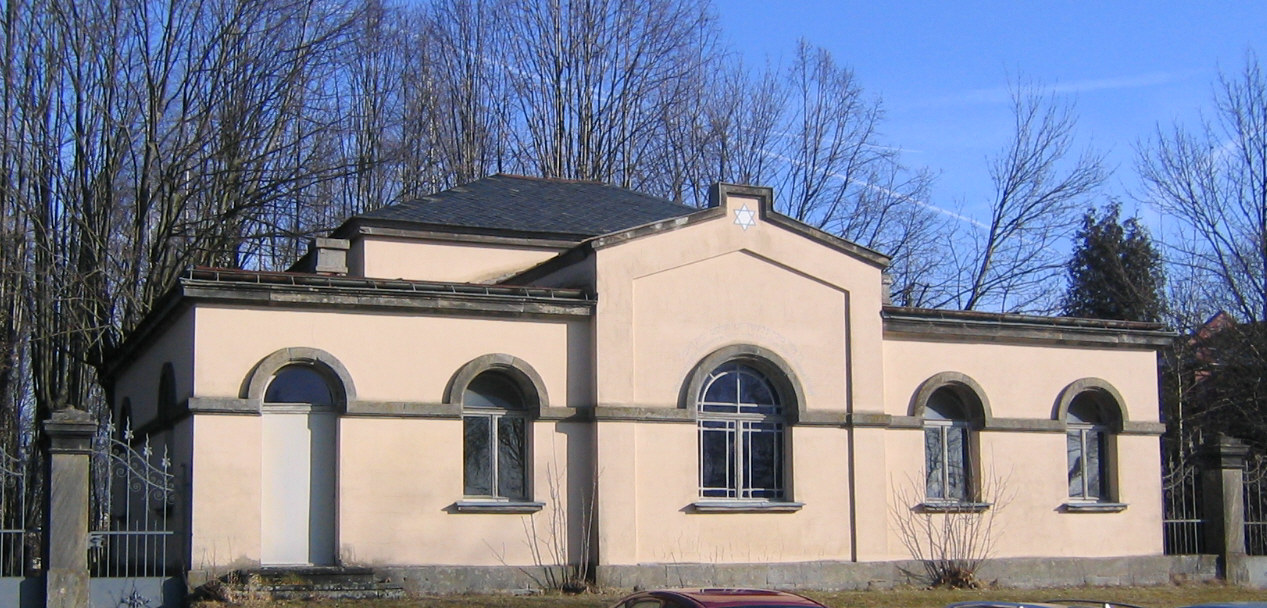
Blick auf das Taharahaus in der Südostecke des Friedhofs

Das im 19. Jahrhundert errichtete Friedhofsgebäude mit dem Taharahaus, dem Leichenhaus, in dem die Toten vor der Beisetzung rituell gereinigt werden, wurde Ende des 20. Jahrhunderts restauriert.
50 Jahre nach dem Ende des Zweiten Weltkriegs wurde 1995 neben dem Taharahaus ein Mahnmal aus drei Säulen errichtet und am 7. Mai jenes Jahres enthüllt. Dessen linke Säule erinnert an die jüdischen Mitbürger, die im Ersten Weltkrieg fielen, die rechte Säule an die sechs Millionen Juden, die zwischen 1933 und 1945 ermordet wurden. Die mittlere Säule trägt einen Text des Propheten Hesekiel.

### Grabstätten bedeutender Persönlichkeiten
- Josef Rubinstein: (1847–1884) bedeutender Pianist, der mit Richard Wagner zusammenarbeitete
- Kurt de Jonge: Der Sozialdemokrat de Jonge kam als einer der ersten Bayreuther am 24. April 1933 ins KZ Dachau. Am 1. Mai des gleichen Jahres wurde er entlassen und ging ins Exil in die Niederlande, um von dort aus nach Palästina auszuwandern. Er kehrte 1954 nach Bayreuth zurück, wo er 1992 verstarb.[4]
- Gräber der Familie Würzburger: Dr. Albert Würzburger betrieb in Bayreuth eine Privatklinik für psychisch Kranke. Sein Sohn Karl Würzburger kehrte nach dem Krieg aus dem Schweizer Exil nach Bayreuth zurück. Da er während seiner Exilzeit zum christlichen Glauben übergetreten war, wurde er auf einem nicht-jüdischen Friedhof bestattet.